# ساينك
ساينك هي شركة بث ويب مملوكة ومدارة بشكل مستقل والتي كانت رائدة في تقديم المحتوى الترفيهي الأصلي والحصري على الويب. بدأت من قبل توماس إدواردز وكارلا كول في عام 1997 ومقرها في لوريل ، ميريلاند، صنعت الشركة التاريخ في عام 1998 من خلال تقديم فيلم إيريكا الأردن «جدران الرمال» للمشاهدة في الوقت الحقيقي. كانت هذه هي المرة الأولى التي يتم فيها توفير فيلم روائي معاصر للمشاهدة عبر الإنترنت.
أنتجت المزامنة أيضًا برمجة أصلية، أبرزها عرض جيني بطولة بطولة جينفر رينجلي من شهرة جيني كام، وعرض الكوميديا المنفردة اليومية سناك بوي بطولة تيري كروميت.
كما قدمت ساينك مهرجان «التعرض المستقل» للأفلام القصيرة التي تنتجها بلاك تشير للإنتاج بشكل مستقل. يمكن أن يصوت راكبو الأمواج على الألقاب الفائزة، مع اختيار فائز جديد على أساس شهري.
أصبحت ساينك غير متصلة بالإنترنت في عام 2002، بعد انهيار صناعة الإنترنت.

## روابط خارجية
- مقالة مجلة Entrepreneur على The Sync:
- مقابلة واشنطن بوست مع كارلا كول، المؤسس المشارك لـ The Sync: